# Flagge Luxemburgs
Die Flagge Luxemburgs wurde in der heutigen Form am 23. Juni 1972 offiziell eingeführt.

## Beschreibung
Die Nationalflagge ist eine Trikolore und besteht aus drei gleich großen, horizontalen Streifen: oben Rot, in der Mitte Weiß und unten Hellblau.
Die aktuellen Farben sind nach dem Règlement Grand-Ducal vom 27. Juli 1993, wie folgt festgelegt:
- Rot: Pantone 032 c
- Blau: Pantone 299 c
- Gold (nur in der Flagge mit dem Roude Léiw, dem Roten Löwen zu sehen): Pantone 116c

## Geschichte

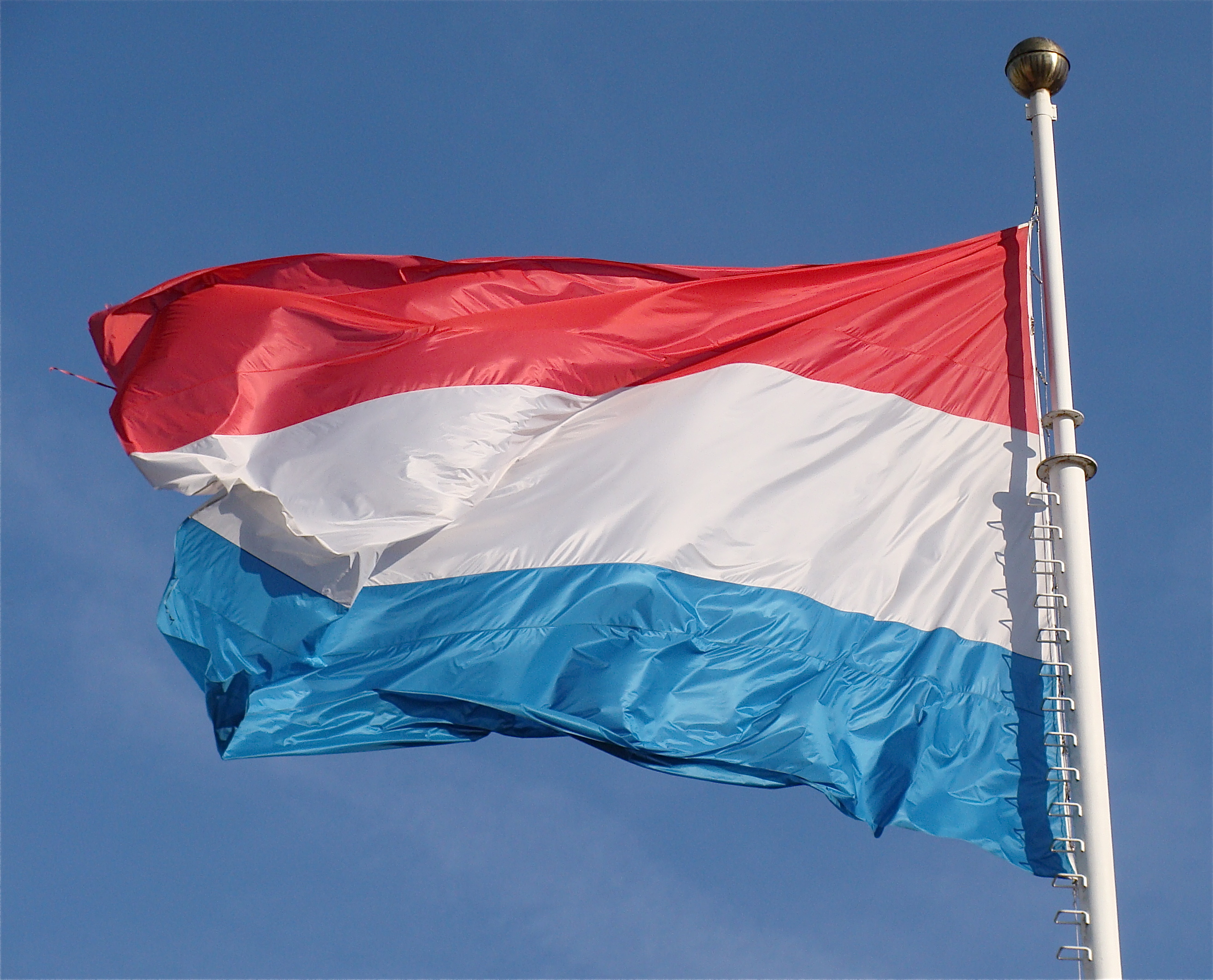
Nationalflagge Luxemburgs

Die Farben Luxemburgs sind seit dem Mittelalter bekannt. Graf Heinrich V. von Luxemburg führte als erster im Jahr 1240 ein weiß (silber) und blau gestreiftes, einen roten, gekrönten Löwen tragendes Wappen und Banner. Durch die Beschlüsse des Wiener Kongresses im Jahre 1815 wurde Luxemburg Großherzogtum und Mitglied des Deutschen Bundes, war aber durch König Wilhelm I. in Personalunion mit den Niederlanden verbunden. Luxemburg wurde de facto als Provinz des Königreichs der Niederlande betrachtet. Während dieser Zeit wehte die Flagge der Niederlande über Luxemburg, die – abgesehen von Farbnuancen – das gleiche Aussehen wie die Luxemburger Flagge aufweist. Diese Gleichheit ist allerdings zufälliger Natur, weil die Entstehung beider Flaggen auf jeweils verschiedene historische Ursprünge zurückgeht. Die luxemburgische Flagge entwickelte sich unabhängig von der niederländischen Flagge, obwohl sie visuell ähnlich sind. Die Flagge Luxemburgs geht auf die Heraldik des Hauses Luxemburg im Mittelalter zurück. Graf Heinrich V. von Luxemburg führte ab 1240 ein weiß-blau gestreiftes Wappen, auf dem ein roter, gekrönter Löwe abgebildet war. Diese Farben (Blau, Weiß und Rot) wurden schließlich zur Grundlage der modernen Flagge.
Die niederländische Flagge hat ihren Ursprung in der Prinzenflagge (Prinsenvlag), die im 16. Jahrhundert im Rahmen des niederländischen Unabhängigkeitskampfes gegen Spanien entstand. Sie bestand ursprünglich aus den Farben Orange, Weiß und Blau und wurde später zur heutigen Rot-Weiß-Blau-Flagge angepasst.
Die zwei Flaggen haben also unterschiedliche historische Ursprünge: Die luxemburgische Flagge basiert auf mittelalterlicher Heraldik, während die niederländische Flagge aus der Zeit des niederländischen Unabhängigkeitskrieges stammt. Die Farbähnlichkeit ist somit zufällig und nicht das Ergebnis einer gemeinsamen Herkunft. 
Die Herrschaft Wilhelms I. über Luxemburg war hart; die Folge war die Beteiligung Luxemburgs an der Belgischen Revolution im Jahr 1830. In diesem Jahr tauchte erstmals die Flagge in heutiger Form auf: Um sich von der Flagge der Niederlande abzugrenzen, wurde ein helleres Blau gewählt, das am 12. Juni 1845 festgelegt wurde. Einen Einfluss auf die Wahl als Streifenflagge dürfte auch die Französische Revolution gehabt haben. Die Trikolore und der damit verbundene Freiheitsgedanke waren seinerzeit eine beliebte Vorlage vieler Nationalflaggen.

## De Roude Léiw

Die Luft- und Schifffahrtsflagge De Roude Léiw – Flaggenverhältnis 2:3

Zusätzlich zur Trikolore als Nationalflagge führt Luxemburg auch eine Handelsflagge, welche unter bestimmten Voraussetzungen als Flagge des Großherzogtums benutzt wird.
Die Flagge zeigt einen roten Löwen auf blau-weißem Hintergrund und wird deshalb umgangssprachlich De Roude Léiw (der rote Löwe) genannt.
In den 2000er Jahren gab es Bestrebungen, den Roude Léiw als Nationalflagge einzuführen, welche jedoch schlussendlich verworfen wurden.

## Weitere Flaggen Luxemburgs

Flagge der Stadt Luxemburg